# Placidochromis
Placidochromis è un genere di ciclidi endemico del Lago Malawi nell'Africa Orientale. Sono parte della linea dei ciclidi del lago appartenente alla tribù haplochromini. La maggior parte delle specie di Placidochromis vivono nelle regioni aperte o sabbiose del lago.

## Specie
Vi sono attualmente 43 specie riconosciute in questo genere:
- Placidochromis acuticeps (Hanssens, 2004)
- Placidochromis acutirostris (Hanssens, 2004)
- Placidochromis argyrogaster (Hanssens, 2004)
- Placidochromis boops (Hanssens, 2004)
- Placidochromis borealis (Hanssens, 2004)
- Placidochromis chilolae (Hanssens, 2004)
- Placidochromis communis (Hanssens, 2004)
- Placidochromis domirae (Hanssens, 2004)
- Placidochromis ecclesi (Hanssens, 2004)
- Placidochromis electra (W. E. Burgess, 1979)
- Placidochromis elongatus (Hanssens, 2004)
- Placidochromis fuscus (Hanssens, 2004)
- Placidochromis hennydaviesae (W. E. Burgess & H. R. Axelrod, 1973)
- Placidochromis intermedius (Hanssens, 2004)
- Placidochromis johnstoni (Günther, 1894)
- Placidochromis koningsi (Hanssens, 2004)
- Placidochromis lineatus (Hanssens, 2004)
- Placidochromis longimanus (Trewavas, 1935)
- Placidochromis longirostris (Hanssens, 2004)
- Placidochromis longus (Hanssens, 2004)
- Placidochromis lukomae (Hanssens, 2004)
- Placidochromis macroceps (Hanssens, 2004)

- Placidochromis macrognathus (Hanssens, 2004)
- Placidochromis mbunoides (Hanssens), 2004
- Placidochromis milomo (M. K. Oliver, 1989)
- Placidochromis minor (Hanssens, 2004)
- Placidochromis minutus (Hanssens, 2004)
- Placidochromis msakae (Hanssens, 2004)
- Placidochromis nigribarbis (Hanssens, 2004)
- Placidochromis nkhatae (Hanssens, 2004)
- Placidochromis nkhotakotae (Hanssens, 2004)
- Placidochromis obscurus (Hanssens, 2004)
- Placidochromis ordinarius (Hanssens, 2004)
- Placidochromis orthognathus (Hanssens, 2004)
- Placidochromis pallidus (Hanssens, 2004)
- Placidochromis phenochilus (Trewavas, 1935)
- Placidochromis platyrhynchos (Hanssens, 2004)
- Placidochromis polli (W. E. Burgess & H. R. Axelrod, 1973)
- Placidochromis rotundifrons (Hanssens, 2004)
- Placidochromis subocularis (Günther, 1894)
- Placidochromis trewavasae (Hanssens, 2004)
- Placidochromis turneri (Hanssens, 2004)
- Placidochromis vulgaris (Hanssens, 2004)